# 2. deild 2021
La 2. deild 2021 fue la 46ª temporada de fútbol de tercer nivel de las Islas Feroe. La temporada comenzó el 3 de abril de 2021 y finalizó  el 25 de septiembre del mismo año.

## Equipos
- B68 II
- ÍF II
- 07 Vestur II
- AB II
- TB II
- FC Hoyvík
- Skála ÍF II
- Royn Hvalba
- Undrið
- NSÍ III

## Tabla de posiciones
| Pos. | Equipo          | Pts. | PJ | G  | E | P  | GF | GC | Dif. | Clasificación 2021          |
| ---- | --------------- | ---- | -- | -- | - | -- | -- | -- | ---- | --------------------------- |
| 1    | Undrið          | 45   | 18 | 14 | 3 | 1  | 54 | 21 | +33  | Ascenso a la 1. deild 2022  |
| 2    | ÍF II           | 38   | 18 | 12 | 2 | 4  | 62 | 36 | +26  |                             |
| 3    | 07 Vestur II    | 37   | 18 | 11 | 4 | 3  | 47 | 18 | +29  | Ascenso a la 1. deild 2022  |
| 4    | Skála ÍF II     | 27   | 18 | 8  | 3 | 7  | 59 | 44 | +15  |                             |
| 5    | FC Hoyvík       | 27   | 18 | 8  | 3 | 7  | 47 | 38 | +9   |                             |
| 6    | B68 Toftir II   | 25   | 18 | 7  | 4 | 7  | 46 | 49 | −3   |                             |
| 7    | AB II           | 19   | 18 | 5  | 4 | 9  | 36 | 54 | −18  |                             |
| 8    | NSÍ Runavík III | 16   | 18 | 6  | 1 | 11 | 47 | 65 | −18  |                             |
| 9    | Royn Hvalba     | 11   | 18 | 3  | 2 | 13 | 23 | 52 | −29  | Descenso a la 3. deild 2022 |
| 10   | TB II           | 5    | 18 | 2  | 2 | 14 | 20 | 64 | −44  | Descenso a la 3. deild 2022 |

Actualizado a los partidos jugados el 25 de septiembre de 2021.
 Fuente: Faroe Soccer
Notas:
1. ↑  Se le descontaron 3 puntos
2. ↑  Se le descontaron 3 puntos

## Goleadores
- Actualizado el 25 de septiembre de 2021.

| Pos. | Jugador               | Equipo    | Goles |
| ---- | --------------------- | --------- | ----- |
| 1    | Hugin Ferber          | FC Hoyvík | 19    |
| 2    | Dánjal á Lakjuni      | ÍF II     | 16    |
| 3    | Frank Poulsen         | Skála II  | 15    |
| 4    | Dávid á Roykheyggi    | NSÍ III   | 13    |
| 5    | Fríði Petersen        | B68 II    | 12    |
| 6    | Jóhan Petersen        | ÍF II     | 9     |
| 7    | Rói av Fløtum         | Undrið    | 9     |
|      | Jann Martin Mortensen | NSÍ III   | 9     |